# Régis Obadia
Pour les articles homonymes, voir Obadia.
Régis Obadia, né le 20 novembre 1958 à Oran alors département français d'Algérie, est un danseur et chorégraphe français de danse contemporaine.

## Biographie
Pendant plus de quinze ans Régis Obadia a formé avec Joëlle Bouvier un duo indissociable, créateur de chorégraphies incontournables de la Nouvelle danse française. Régis Obadia crée avec Joëlle Bouvier la compagnie L'Esquisse en 1980. C'est le début d'une aventure et d'une collaboration fusionnelle pendant plus de quinze ans. Bouvier-Obadia devient un être bicéphale qui produit dix-sept chorégraphies jusqu'en 1998. Ils dirigent ensemble le Centre chorégraphique national du Havre de 1986 à 1992 où ils permettent l'éclosion de chorégraphes comme Francesca Lattuada et Héla Fattoumi & Éric Lamoureux, puis le Centre national de danse contemporaine (CNDC) d'Angers L'Esquisse de 1993 à 2003.
La séparation à la ville et à la scène du couple Bouvier–Obadia date de 1998 et ce dernier poursuit depuis son travail personnel au sein de sa propre compagnie en étroite collaboration avec Lisa Wiergasova.

## Chorégraphies principales
Période Bouvier/Obadia
- 1980 : Regard perdu
- 1981 : Terre battue
- 1982 : Les Noces d'argile
- 1984 : Vertée
- 1985 : Le Royaume millénaire
- 1986 : Derrière le mur
- 1988 : L'Étreinte et La Chambre[3]
- 1989 : Welcome to Paradise[4]
- 1990 : La Lampe
- 1990 : La Noce
- 1991 : Une femme chaque nuit voyage en grand secret
- 1992 : Plein Soleil
- 1994 : L'Effraction du silence[5]
- 1996 : L'Irresponsabilité d'Apollon[6]
- 1996 : Les Chiens
- 1997 : Indaten

Période Obadia
- 1998 : Opening
- 1999 : Passion
- 1999 : J'ai plus l'temps
- 2000 : Uyemboo !
- 2001 : Jacob
- 2002 : Becket
- 2003 : Le Sacre du printemps
- 2003 : Play Bach
- 2004 : L'Idiot
- 2005 : Réversibilité
- 2006 : Trois
- 2007 : Four Men and Woman
- 2008 : Cantique et Niagara
- 2011 : Noces

## Filmographie
- 1991 : La Noce présenté en sélection officiel au Festival de Cannes[7],[8]
- 2003 : Dominique Mercy danse Pina Bausch documentaire de Régis Obadia, 52 min.

## Prix et distinctions
- 1981 : 1er Prix de chorégraphie et Prix du Ministère de la Culture avec Joëlle Bouvier au Concours de Bagnolet[8]
- 1992 : Grand Prix de la danse SACD[8]
- 1989 : Victoire de la musique du vidéo-clip avec Joëlle Bouvier pour Casser la voix de Patrick Bruel
- 2000 : Officier de l'ordre des Arts et des Lettres (Chevalier en 1992)[8]